# OpenWrt
OpenWrt は、ゲートウェイなどの組み込みシステム用ファームウェアとして開発されているLinuxディストリビューションである。
製造業者が自社製品に載せていたファームウェアのソースコードを GNU General Public License (GPL) に基づいて公開していたため、これを利用して、様々な機能を追加する形で開発された。但し、現在は改変が進んでいるため、全体的に新しいソースコードに置き換えられている。当初は、一部の機能がプロプライエタリソフトウェアを必要としていた。Linux 2.6.25 と b43 カーネルモジュールを使った OpenWrt 8.09 が登場する以前は、ブロードコム製無線LANルーターにはプロプライエタリな wl.o モジュールが必須であり、それは Linux 2.4 上でしか使えなかった。なお、b43 モジュールは、OpenWrt 8.09.1 で mac80211 ドライバが削除されたため、使えなくなっている。
当初は、リンクシスのWRT54Gシリーズのみを対象としていたが、ネットギア、Dリンク、ASUSなどのルーター、OpenMoko搭載携帯電話などにも対象を拡大していった。OpenWrt を実際によく使っているのは、WRT54GシリーズとASUS WL-500gである。
OpenWrt の操作は、主にキャラクタユーザインタフェースによって行うが、WebベースのGUIも用意されている。
技術サポートは公式サイト上のフォーラムとIRCで提供している。
OpenWrtは「オープンダブリュアールティ」と発音する。ただし日本では「オープンワート」など短縮して発音されることも多い。

## 特徴
OpenWrtは書き込み可能なJFFS2ファイルシステムの形でインストールされ、opkgによるパッケージ管理が可能である。このため、OpenWrtは汎用性があり、様々な要求に対応可能である。また、メッシュネットワークの構築が可能である。

## Webインタフェース
8.09 より前の OpenWrt には最小限のWebインタフェースしかなかった。8.09 では、より高機能なWebインタフェースがプリインストールされる。これにはLuaで書かれたMVCフレームワークである LuCi が使われている。
X-Wrtプロジェクトでは、従来バージョンのOpenWrtにも適用可能な別のWebインタフェース webif2 を提供している。これには40以上の制御/ステータスページがある。

## OpenWrtに基づくその他のディストリビューション
- LEDE - OpenWrtプロジェクト運営が閉鎖的なことに不満を持った開発者たちが2016年に結成したプロジェクト。LEDEはLinux Embedded Development Environmentの頭文字で、OpenWrtとほぼ同じ目標を共有するフォーク。[4]　2018年にOpenWrtと再統合し、LEDEの成果はOpenWrtにマージされた。
- DD-WRT - 家庭用ルーター向けの機能強化用ファームウェア
- Chillifire - 公衆無線LAN向けを意図したOpenWrtベースのディストリビューション
- PacketProtector - セキュリティ強化を意図したOpenWrtベースのディストリビューション
- Coova - 公衆無線LAN向けを意図したOpenWrtベースのディストリビューション
- Freifunk（英語: Freifunk） - OLSR による無線メッシュネットワーク
- RO.B.IN (ROuting Batman INside) - ルーティングプロトコル B.A.T.M.A.N. を使い、OpenWrt上でメッシュネットワークを構築するオープンソースプロジェクト
- Gargoyle Router Firmware - OpenWrt用Webインタフェース（ユーザビリティを強化）
- FreeWRT - OpenWrtプロジェクトからのフォーク
- X-Wrt - OpenWrtのWebインタフェースを強化したもの

## Sveasoftに関する論争
Sveasoft は無線LANルーター用ファームウェアを販売する企業である。2006年3月11日、OpenWrt はSveasoftがGPL違反を犯している（ソースコードを公開せずにバイナリを販売していた）とし、それに含まれている OpenWrt に由来するソフトウェアの頒布を禁止するとした。これに対してSveasoftは、OpenWrtがSveasoftとブロードコムが著作権を所有するソフトウェアを許可無く不正にGPL化したと反論している。従って、互いに相手の主張を否定している状況にある。